# بید بیابانی آمریکایی
بید بیابانی آمریکایی (نام علمی: Chilopsis linearis) نام یک گونه از تیره پیچ‌اناریان است.